# Władimir Zaimow
Władimir Zaimow (bułg. Владимир Заимов, ur. 8 grudnia 1888 w Kiustendile, zm. 1 czerwca 1942 w Sofii) – bułgarski generał, szpieg na rzecz ZSRR w Bułgarii, Bohater Związku Radzieckiego (1972).

## Życiorys
Był synem bułgarskiego działacza niepodległościowego i politycznego Stojana Zaimowa i rosyjskiej szlachcianki Kławdii Korsak. W 1907 skończył szkołę wojskową w Sofii, służył w 8 pułku artylerii w Starej Zagorze, Szumenie i Sofii, uczestniczył w I i II wojnie bałkańskiej. Podczas II wojny walczył w Macedonii z armią serbską, został ciężko ranny. Podczas I wojny światowej walczył na Froncie Dobrudzańskim z wojskiem rumuńskim, został ponownie ranny, po wojnie kontynuował służbę w armii, w 1927 został dowódcą 3 oddziału artyleryjskiego i dowódcą 5 pułku artylerii, 1932-1934 pracował w obwodowych inspekcjach wojskowych. W 1934 został przywódcą Ligi Wojskowej - nielegalnej organizacji oficerskiej przygotowującej przewrót wojskowy, w 1935 został mianowany inspektorem artylerii armii bułgarskiej w stopniu generała majora, jednak w listopadzie 1935 za publiczną krytykę władz został aresztowany, w lutym 1936 zwolniony i jednocześnie przeniesiony do rezerwy. W styczniu 1938 rozpoczął działalność szpiegowską na rzecz ZSRR, przekazując informacje do attachatu wojskowego ZSRR w Bułgarii (według innych danych pracował dla ZSRR już od 1935), a w 1939 podjął współpracę z BPK, wykonując jej polecenia. Utworzył silną siatkę szpiegowską, nawiązywał kontakty z organizacjami w Warnie, Rumunii i Czechosłowacji. Po rozpracowaniu siatki, 23 marca 1942 został aresztowany przez bułgarską policję, następnie wraz z innymi członkami swojej grupy szpiegowskiej skazany na śmierć i rozstrzelany. W rządzonej przez komunistów Bułgarii jego imieniem nazwano wiele ulic i bulwarów.

## Awanse
- podporucznik (15 sierpnia 1907)
- porucznik (4 września 1910)
- kapitan (1 listopada 1913)
- major (1 stycznia 1918)
- podpułkownik (30 grudnia 1923)
- pułkownik (26 marca 1928)
- generał major (6 maja 1935)
- generał porucznik (pośmiertnie, 2 grudnia 1944)
- generał artylerii (pośmiertnie, 5 grudnia 1944)

## Odznaczenia
- Order Waleczności II klasy z mieczami (1913)
- Złota Gwiazda Bohatera Związku Radzieckiego (ZSRR, pośmiertnie, 30 maja 1972)
- Order Lenina (ZSRR, pośmiertnie, 30 maja 1972)
- Order Czerwonego Sztandaru (ZSRR, pośmiertnie 1966)

oraz medale bułgarskie.